# استروپیانا
استروپیانا (به ایتالیایی: Stroppiana) یک کومونه در ایتالیا است که در استان ورسلی واقع شده‌است.

## خصوصیات
استروپیانا ۱۸٫۱ کیلومترمربع مساحت و ۱٬۲۰۱ نفر جمعیت دارد و ۱۱۹ متر بالاتر از سطح دریا واقع شده‌است.